# Андерсон, Карой
Карой Зидан Лавборн Андерсон (англ. Karoy Zidane Lovebourne Anderson; род. 1 октября 2004, Луишем, Большой Лондон) — ямайский футболист, полузащитник клуба «Чарльтон Атлетик» и сборной Ямайки.

## Клубная карьера
Андерсон — воспитанник клуба «Чарльтон Атлетик». 27 января 2022 года в поединке трофее английскоой футбольной лиги против «Плимут Аргайл» Карой дебютировал за основной состав клуба. В начале 2023 года Андресон на правах аренды перешёл в «Олдершот Таун». 17 января в матче против «Солихалл Мурс» он дебютировал в национальной лиге. По окончании аренды игрок вернулся в «Чарльтон Атлетик». 5 августа в матче против «Лейтон Ориент» он дебютировал в Первой лиге Англии. 27 февраля 2024 года в поединке против «Дерби Каунти» Карой забил свой первый гол за «Чарльтон Атлетик».

## Международная карьера
13 октября 2023 года в матче Лиги наций КОНКАКАФ против сборной Гренады Андерсон дебютировал за сборную Ямайки.